# ديف مورو
ديف مورو هو لاعب هوكي الجليد كندي، ولد في 4 مايو 1957 في إدمونتون في كندا.

## وصلات خارجية
- ديف مورو على موقع EliteProspects.com (الإنجليزية)
- ديف مورو على موقع HockeyDB.com (الإنجليزية)
- ديف مورو على موقع Hockey-Reference.com (الإنجليزية)